# Костричницька сільська рада
Костричницька сільська рада або Октябрська сільська рада (біл. Кастрычніцкі сельсавет) — адміністративно-територіальна одиниця в складі Крупського району розташована в Мінській області Білорусі. Адміністративний центр — Колодниця.
Октябрська сільська рада розташована на межі центральної Білорусі, у східній частині Мінської області орієнтовне розташування — супутникові знимки [Архівовано 25 серпня 2011 у WebCite], північніше районного центру Крупки.
До складу сільради входять 20 населених пунктів:
- Великий Кам'янець • Високе • Гузовино • Докучино • Дубровка • Дуби • Забороччя • Запутки • Колодниця • Люті • Малинівка • Малі Хольневичі • Прошика • Сторожище • Топорище • Хаританці • Худове • Череївка • Язби • Язби (поселення).

Рішенням Мінської обласної ради депутатів від 28 травня 2013 року, щодо змін адміністративно-територіального устрою Мінської області, до сільської ради було приєднано села Обчугської сільської ради — Бобрик • Деньгубка • Журави • Забір'я • Києвець • Кірово • Клубиничі • Колибанове • Косеничі • Красновинка • Кутовець • Логи • Ломське • Лутище • Обчуга • Октябрь • Осічена • Островки • Прудини • Слобода • Смородинка • Хватинка • Шарнево • Шарнево (хутір) • Шарпилівка • Шкорнівка.